# Sútor
Sútor – wieś (obec) na Słowacji położona w kraju bańskobystrzyckim, w powiecie Rymawska Sobota. Pierwsze wzmianki o miejscowości pochodzą z roku 1410. 
Według danych z dnia 31 grudnia 2012, wieś zamieszkiwało 536 osób, w tym 248 kobiet i 288 mężczyzn.
W 2001 roku rozkład populacji względem narodowości i przynależności etnicznej wyglądał następująco:
- Słowacy – 24%
- Czesi – 0,5%
- Romowie – 18,75%
- Węgrzy – 56,75%

Ze względu na wyznawaną religię struktura mieszkańców kształtowała się w 2001 roku następująco:
- Katolicy rzymscy – 93%
- Ewangelicy – 0,75%
- Ateiści – 2%
- Nie podano – 1%